# West Union (Iowa)
West Union település az Amerikai Egyesült Államok Iowa államában, Fayette megyében, melynek megyeszékhelye is. Lakosainak száma 2490 fő (2020. április 1.).

## Népesség
A település népességének változása:

| 2010 | 2 486 |
| 2020 | 2 490 |